# 탄항도

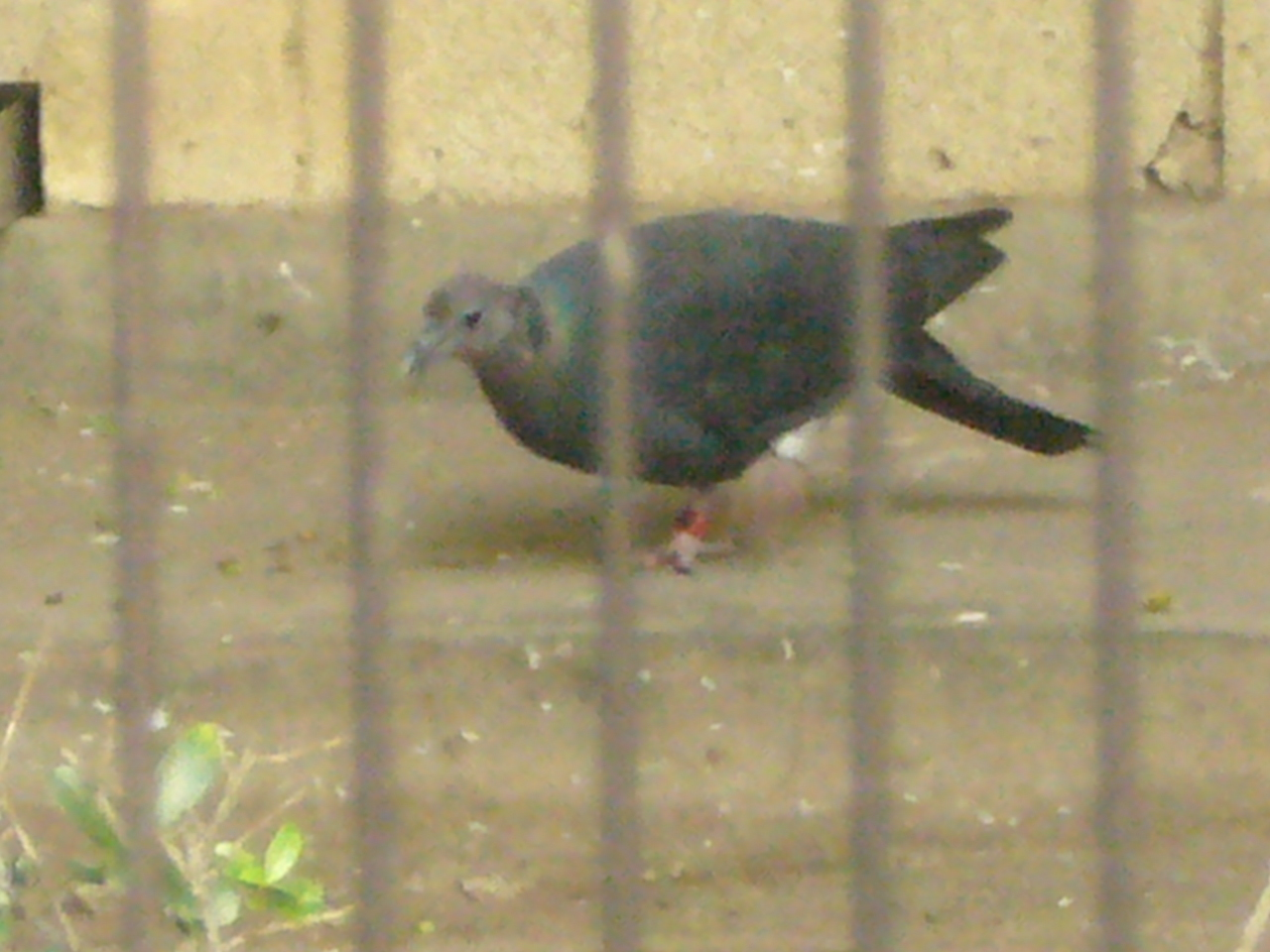
흑비둘기

탄항도(灘項島)는 전라남도 진도군 조도면에 있는 섬이다. 특정도서로 지정하여 관리되고 있다.

## 특정도서
탄항도는 지형과 경관이 우수하고, 상록활엽수림 및 암벽식생이 우수하며, 천연기념물인 흑비둘기가 서식하여 독도 등 도서지역의 생태계보전에 관한 특별법에 의거 특정도서로 지정되었다.
- 지정번호 : 제42호
- 면적 : 13,326m2
- 지번 : 전라남도 진도군 조도면 독거도리 산103

## 출입금지
2011년 4월 26일 국립공원관리공단 다도해해상국립공원서부사무소장은 특정도서 출입금지를 공고하였다.
- 공원명 : 다도해해상국립공원
- 지역 : 전남 진도군 조도면 특정도서 5개 지역〔병풍도, 행금도, 백야도, 납태기도, 탄항도〕
- 목적 : 국립공원 자원자원보호 및 훼손된 부분의 원상회복, 해양생물 보호 및 모니터링 등을 위한 출입금지
- 기간 : 2011.05.01.~2016.04.30.까지(5년간)
- 근거 : 자연공원법 제28조(출입금지) 및 같은법시행규칙 제20조
- 벌칙 : 위반시 자연공원법 제86조의 규정에 의한 과태료 부과.